# Thorild Wulff
Thorild Wulff, född 1 april 1877 i Göteborg, död kring månadsskiftet augusti–september 1917 på Grönland, var en svensk botaniker och forskningsresande. Han studerade speciellt växtlivet i polartrakterna, men reste också till Indien och i Fjärran östern, där han samlade föremål för svenska museer. Bland annat finns cirka 2  500 av Wulff insamlade föremål på Etnografiska museet i Stockholm och stora delar av Röhsska museets asiatiska samlingar är insamlade av Wulff. 

## Biografi
Wulff tog studenten i Göteborg och började studera naturvetenskap vid Lunds universitet 1894. Med botanik som huvudämne blev han filosofie kandidat 1897. Året efter publicerade han sitt första vetenskapliga arbete, en växtanatomisk undersökning. När han 1899 var del av den Svensk-ryska gradmätningsexpeditionen till Svalbard lämnade han denna gren av botaniken. Han fick emellertid möjlighet till andra botaniska studier på Svalbard, vilket resulterade i licentiatexamen 1901 och disputation för doktorsgrad 1902. Året efter blev avhandlingen översatt till franska och utgiven i gradmätningsprojektets skriftserie. 
Därefter skulle Wulff ägna sig åt en mängd skilda verksamheter. I Sverige arbetade han som en praktiskt inriktad botanist med fokus på växtsjukdomar. Han var assistent i botanik vid Centralanstalten för försöksväsendet på jordbruksområdet 1905–1909 och som docent i botanik vid Stockholms Högskola 1909–1913. Han var under en tid redaktör för tidskriften "Trädgården", och han höll uppskattade föreläsningar.
Denna verksamhet avbröts av ett antal mer eller mindre äventyrliga resor till avlägsna länder och världsdelar. Det officiella syftet med dessa resor varierade, och man kan räkna med att äventyrslusten var den egentliga drivkraften.

## Resor

### Till Indien 1902
Åren 1902–1903 gjorde Wulff vad som har kallats "en botanisk forskningsresa genom Främre Indien". Det som Wulff har publicerat från denna resa är emellertid bara två populärvetenskapliga artiklar, en om Indisk hortikultur i tidskriften Trädgården, en annan om Indisk arkitektur i Teknisk tidskrift 1907. Några upplysningar om resan förmedlas indirekt av Uppsalakemisten Per Teodor Cleve, som vid denna tid vid sidan av sin kemiska verksamhet var expert på plankton. Hans hypotes var att man skulle kunna följa havsströmmarna med planktonsammansättningen som fingeravtryck. I en artikel från 1903 beskriver Cleve Wulffs dagliga insamlingar av plankton från havsvattnet på en resa "till och från Bombay". Dessa är från Atlanten, Medelhavet, Röda havet och Indiska oceanen. Kanske var det denna insamling som var det vetenskapliga syftet med resan. Av Cleves tabeller framgår att Wulff var i Indien i november och december 1902. 

### Till Island 1911
Sommaren 1911 reste Wulff tillsammans med Albert Engström och en tredje person, till norra Island. Engström har beskrivit resan i sin bok Åt Häcklefjäll, som kom ut 1913. Det framgår där att Wulff och Engström inte kände varandra före avresan, men att man hade gjort någon slags överenskommelse inför denna. Förutom Engströms bok resulterade resan i dokumentärfilmen Albert Engströms Islandsfärd, som premiärvisades i december 1911. Filminspelningen framstår därmed som huvudsyftet med resan.

### Till Kina, Mongoliet, Japan och Indonesien 1912–1914
Konsthantverksmuseet Röhsska museet i Göteborg har sitt ursprung i en donation från år 1901. Efter att museibyggnadens utformning 1910 hade fastställts, fann man att man inte hade råd till att helt fylla den med samlingar. Revolutionen i Kina 1911 hade skapat instabila politiska förhållanden, och idéer föddes om att kunna utnyttja dessa för att till ett billigt pris kunna köpa kinesiska konstföremål och på det sättet fylla den tomma platsen i byggnaden. Wulff hade varken språkkunskaper eller konstvetenskapliga kvalifikationer, men fick ändå uppdraget på grund av sin äventyrslust och framåtanda. Som assistent hade han Erik Nyström, som trots sin ungdom varit kemiprofessor vid universitetet i Taiyuan, som vid denna tid var stängt. 
I sin dagbok och brevväxling, som utgavs 1966, framstår Wulff som fullständigt hämningslös. Redan på planeringsstadiet skrev han om sig själv som "röfvarhövding", och i dagboken beskriver han sina växlande framgångar som tjuv i kinesiska tempel.
Under slutet av expeditionen bestämde Wulff att han skulle rädda en skotsk telegrafist som blivit kidnappad. En räddningsexpedition utgick från Kalgan (idag Zhangjiakou). Med på denna var "Giles" och "Heningsen". Även två svenska mongolmissionärer var med inledningsvis varav en var Magnus Havermark.
Bernhard Karlgren, som 1918 skulle bli Sveriges första professor i kinesiska och 1939 också bli chef för Östasiatiska museet i Stockholm, besåg 1915 Wulffs samlingar på Röhsska museet, som då ännu inte hade öppnat. I ett brev till sin fästmö skriver han att man betalat dyrt för värdelösa saker, men också liksom av en slump förvärvat en del rariteter. Han skriver vidare att man på museet var förargad på Wulff för att han låtit packa så illa att hälften av sakerna var sönder när de kom fram. Han citerar museiintendenten Axel Nilsson: "När han reste kunde han ändå lite, men när han kom tillbaka var han okunnigare o[ch] omöjligare än någonsin".
I dagboken uttalar Wulff sig mycket negativt om Kina och kinesiska förhållanden. Trots detta stannade han längre än han hade planerat, och han samlade också föremål för Etnografiska museet i Stockholm.  
Från Kina reste Wulff 1914 till Japan, där han samlade från ainu-folket på Hokkaido. På hemvägen besökte han dagens Indonesien, där han samlade från Sumatra, Java, Bali och Lombok. Dessa samlingar finns på Etnografiska museet i Stockholm.

### Till Grönland 1916–1917. Wulffs död
Utforskningen av de obebodda delarna av Grönland var främst en dansk angelägenhet. Knud Rasmussen ledde under tiden 1910–1933 totalt sju så kallade Thule-expeditioner för detta ändamål. Namnet är givet efter Rasmussens bas, Thule på nordvästra Grönland, idag flyttad på grund av amerikanska militära anläggningar. Wulff deltog tillsammans med Rasmussen och geologen Lauge Koch på den andra expeditionen 1916–1917.
Efter övervintring i Thule skulle dessa tillsammans med fyra inuiter och ett stort antal hundar gå längs den nordvästra kusten till Peary Land, Grönlands nordligaste del, som vid denna tid troddes vara skild med ett sund från huvudön. Att detta inte var fallet, är ett av expeditionens resultat. Rasmussen som själv var född på Grönland och delvis inuit, kände gott till inuitisk livsstil och hade lagt upp expeditionen i enlighet med denna. Uppgiften till de deltagande inuiterna var inte minst att de genom jakt skulle bidra med mat till expeditionsdeltagarna.
Problemet var att de jaktmarker som man hade räknat med i de dåligt utforskade områdena inte fanns. Trots detta valde man att fullföra expeditionens program men levde då på halva matransoner. På tillbakafärden blev expeditionsmedlemmarna allt svagare på grund av näringsbristen, och Wulff kom i en situation, där han inte menade sig kunna fortsätta utan bad sina kamrater om att få bli lämnad kvar, något de motvilligt gick med på. Detta var i ett snöfattigt och oländigt område, så det var inte möjligt att transportera honom på släde. Wulffs dagbok från denna hans sista resa har utgivits efter hans död liksom det vetenskapliga material han samlade.

## Familj och personlighet
Wulff var son till grosshandlaren Thomas Thorild Wulff (1846–1919) och Alfhild Wulff, född Hartman (1847–1926) och brorson till språkforskaren Fredrik Wulff. Han gifte sig 20 mars 1901 med Ida Ljungqvist (1876–1920), och de fick dottern Gunvor (född 1902). Äktenskapet upplöstes före Kinaresan 1912.
I ett brev till Emil Kléen karakteriserade August Strindberg Thorild Wulff med orden: "…Det är en underlig man och jag känner hans sjuka. Otålighet att icke få se sig blomma…på bar qvist. Han, som jag, anteciperar sig sjelf och lider af att icke ha fått det erkännande hans ogjorda mästerverk förtjena. Och han är gränslöst högmodig på sin framtids vägnar.”
En liknande uppfattning kommer till uttryck i Waldemar Bülows satiriska presentation inför ett föredrag som Wulff höll på en studentafton i Lund 1915:
"... Länge dröjde det ... icke förrän vi funno Wulff i Kina, där han ingick morganatiskt äktenskap med änkekejsarinnan, därpå under
boxareupproret flera gånger blev ihjälslagen, störtade kejsardömet och införde republicken, till tack varför han av Juanschikai upphöjdes till
Mandarin med Höga Knappen och fick Spräckta Västens orden i äkta nickel."
Wulff uppfattades alltså av sin samtid som en kontroversiell person med alltför höga tankar om sig själv. Som nämnts ovan efterlämnar dagboken och andra papper från Kina-resan ett intryck av föga hedersam egenrådighet. Han betraktades emellertid som en god skribent, och bör att döma av Bülows satir också ha varit en medryckande föredragshållare. 
En annan sida av Wulffs personlighet kommer fram i ett brev från Peking den 4 april 1913, där han skriver till sin uppdragsgivare Axel Nilsson: "Att jag ej varit upplagd för korrespondens har haft sina skäl: en ständig depression av det s. k. lifsmodet." Detta depressiva drag framträder också vid omständigheterna kring hans död.
Nilsson har tolkat Wulffs  personlighetsdrag som utslag av manodepressivitet eller modernt uttryckt, bipolär sjukdom. 
Ritwa Herjulfsdotter, som utnyttjat otryckta brev och dagoksanteckningar, har funnit ett brev från 1896, där Wulff skriver att han diagnostiserats med  syfilis, en sjukdom som vid denna tid inte kunde botas utan endast lindras. 
Hon beskriver sedan hans hälsoproblem, sväl i Kina som på Grönland som relaterade till denna sjukdom.
Wulffs reseverksamhet verkar ha drivits mer av äventyrslust och behov för bekräftelse än av en genomtänkt forskningsplan.  Trots den berättigade kritiken är de samlingar han bragte till svenska museer det bestående resultatet av hans verksamhet.

### Minnesmärken
- Halvön Wulff Land på Nordgrönland har uppkallats efter honom.[20]
- En minnestavla över honom är uppsatt på Botaniska institutionens östvägg i Botaniska trädgården i Lund.
- I stadsdelen Änggården i Göteborg finns sedan 1921 Thorild Wulffsgatan (ursprungligen stavat Torild Wulffsgatan). Denna gata uppkallades efter Wulff också med tanke på närheten till Göteborgs botaniska trädgård.[21]
- En byst gjord av Carl Fagerberg uppsattes 1926 på Etnografiska museet i Stockholm.[22]